# 厄巴納鎮區 (伊利諾伊州尚佩恩縣)
厄巴納鎮區（英語：Urbana Township）是位於美國伊利諾伊州尚佩恩縣的一個行政鎮區。

## 地方資料
根據2010年美國人口普查的數據，厄巴納鎮區的面積為62.30平方千米，當中陸地面積為62.10平方千米，而水域面積為0.20平方千米。當地共有人口7136人，而人口密度為每平方千米114.54人。